# Franciszek Rogowski (lekarz)
Franciszek Rogowski (ur. 16 października 1941, zm. 27 sierpnia 2018) – polski specjalista chorób wewnętrznych i medycyny nuklearnej, prof. dr hab.

## Życiorys
W 1964 ukończył studia na Wydziale Lekarskim Akademii Medycznej w Białymstoku. Obronił pracę doktorską, następnie uzyskał stopień doktora habilitowanego. 16 grudnia 1997 nadano mu tytuł profesora w zakresie nauk medycznych. Objął funkcję profesora nadzwyczajnego w Zakładzie Medycyny Nuklearnej na Wydziale Lekarskim z Oddziałem Stomatologii i Oddziałem Nauczania w Języku Angielskim Uniwersytetu Medycznego w Białymstoku, oraz w Wyższej Szkole Medycznej w Białymstoku.
Był kierownikiem Zakładu Medycyny Nuklearnej Wydziału Lekarskiego z Oddziałem Stomatologii i Oddziałem Nauczania w Języku Angielskim Uniwersytetu Medycznego w Białymstoku.
Zmarł 27 sierpnia 2018. Pochowany na Cmentarzu Farnym w Białymstoku.

## Odznaczenia
- Złoty Krzyż Zasługi (1988),
- Odznaka „Za wzorową pracę w służbie zdrowia” (1990),
- Krzyż Kawalerski Orderu Odrodzenia Polski (2000).